# Elicitore
L'elicitore è un agente biotico o abiotico in grado di indurre, nella pianta, la biosintesi di metaboliti (fitoalessine)) implicati nelle risposte difensive. 
Queste sostanze hanno, da alcuni anni, un impiego nelle biotecnologie finalizzate alla produzione di composti vegetali di interesse farmaceutico. 
Elicitori largamente usati per stimolare la sintesi di metaboliti secondari nelle colture cellulari vegetali sono il metilgiasmonato, l'acido salicilico, l'estratto di lievito e il chitosano.